# كوفيلو
بلدية كوفيلو (بالإسبانية: Covelo) هي بلدية تقع في مقاطعة بونتيفيدرا التابعة لمنطقة غاليسيا شمال غرب إسبانيا.

## الديموغرافيا
يبلغ عدد سكان بلدية كوفيلو 3.235 نسمة عام 2011 (وفقاً للمعهد الوطني للإحصاء الإسباني).
| 4.501 | 4.112 | 3.951 | 3.652 | 3.515 | 3.399 | 3.235 |